# Igor Francetić
Igor Francetić (født 21. april 1977 i Zagreb) er en kroatisk tidligere roer.

## Rokarriere
Francetić var ved OL 2000 i Sydney med i den kroatiske otter, hvis besætning derudover bestod af Igor Boraska, Nikša Skelin, Siniša Skelin, Branimir Vujević, Krešimir Čuljak, Tomislav Smoljanović, Tihomir Franković og styrmand Silvijo Petriško. Kroaterne vandt deres indledende heat og var dermed klar til finalen. Her var det de britiske verdensmestre fra 1999, der vandt guld foran Australien, mens kroaterne blev nummer tre og fik bronze. Størstedelen af de kroatiske bronzevindere var også med i båden til VM året efter, hvor det blev til en sølvmedalje.

## OL-medaljer
- 2000:  Bronze i otter